# Bromate de sodium
Le bromate de sodium est un composé chimique cristalloluminescent de formule NaBrO3. C'est un sel de l'acide bromique HBrO3. C'est un agent oxydant.